# Ригер, Адольф
Адольф Ригер (нем. Adolf Rieger, 25 августа 1899 — 12 июня 1956) — германский борец греко-римского стиля, призёр Олимпийских игр.

## Биография
Родился в 1899 году в Берлине. В 1924 и 1927 годах становился чемпионом Германии. В 1928 году завоевал серебряную медаль Олимпийских игр в Амстердаме.